# 阿尔蒂
阿尔蒂（法語：Arthies，法語發音：[aʁti] ⓘ）是法国法兰西岛大区瓦兹河谷省的一个市镇，属于蓬图瓦兹区。

## 地理
阿尔蒂（49°5'44"N, 1°47'26"E）面积7.4 平方千米，位于法国法蘭西島大區瓦兹河谷省，该省份为法国北部内陆省份，北起瓦兹省，西接厄尔省，南至塞纳-圣但尼省、上塞纳省和伊夫林省，东临塞纳-马恩省。
与阿尔蒂接壤的市镇（或旧市镇、城区）包括：邦特吕、韦克桑地区兰维尔、安库尔、韦克桑地区莫代图尔、维迪若利维拉日。

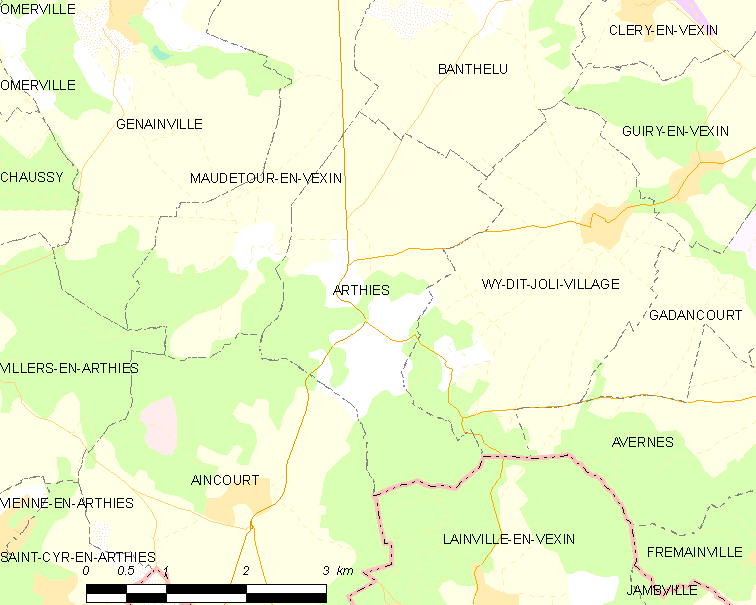
阿尔蒂的OSM定位图

阿尔蒂的时区为UTC+01:00、UTC+02:00（夏令时）。

## 行政
阿尔蒂的邮政编码为95420，INSEE市镇编码为95024。

## 政治
阿尔蒂所属的省级选区为沃雷阿勒县。

## 人口

1962-2008年间阿尔蒂人口变化图示

阿尔蒂于2022年1月1日时的人口数量为267人。